# Anoplosaurus
Anoplosaurus (лат., буквально — небронированный ящер) — род птицетазовых динозавров семейства нодозаврид, живших в середине мелового периода (113,0—100,5 млн лет назад). Ископаемые остатки обнаружены в глинистые отложения Голт-Клэй (Gault Clay) на территории Англии. Типовой и единственный вид — Anoplosaurus curtonotus.
Вероятно, как и все нодозавриды, Anoplosaurus был четвероногим (по способу передвижения) растительноядным динозавром.

## История изучения
Палеонтолог Гарри Сили назвал данный род в 1879 году на основе неполного окаменевшего скелета, найденного в деревне Рич (en:Reach, Cambridgeshire) района Ист-Кембриджшир, Англия. Этот скелет содержал левый фрагмент нижней челюсти, несколько шейных позвонков, фрагмент левого бедра, левую берцовую кость, кости ступни и другие фрагменты. Сили счёл, что данная особь была детёнышем, из-за её малого размера - около пяти футов (1,5 метра) в длину. Родовое имя Anoplosaurus, означающее "небронированный ящер", образовано от греческого слова hoplo, означающего "броня", и связано с тем, что панцирных щитков на останках обнаружено не было. Видовое имя curtonotus произошло от латинского слова curtus (короткий) и греческого слова noton (спина).
Ещё один вид, Anoplosaurus major (major - больший), был назван Сили в 1879 году на основе одного шейного и трёх неполных хвостовых позвонков, отобранных из материала, который прежде был отнесён к Acanthopholis stereocercus, из той же формации, что и типовой вид. Данный вид сейчас рассматривается как химера - шейный позвонок на самом деле принадлежал анкилозавру, а хвостовые - неопределённому игуанодону.
Хотя Сили отнёс аноплозавра к динозаврам в общем, он заметил его возможное родство с такими ящерами, как сцелидозавр и полакант, что следует из его родового имени, и в дальнейшем учёные рассматривали его как одного из бронированных динозавров. В 1902 году барон Франц Нопча отнёс оба вида к роду Acanthopholis, создав такие таксоны, как Acanthopholis curtonotus и Acanthopholis major. В 1923 году Нопча предположил, что только часть ранее описанных окаменелостей принадлежат Acanthopholis, прочие же он отнёс к камптозавридам. Это предположение несколько запутало научное сообщество, и некоторые авторы начали классифицировать род Anoplosaurus в составе Camptosauridae, что продолжалось несколько десятилетий, в то время как таксономия игуанодонтов менялась.
В 1964 году палеонтолог Оскар Кун переименовал Syngonosaurus macrocercus (Seeley, 1879) в Anoplosaurus macrocercus. В 1969 году другой учёный, Родни Стил, переименовал Eucercosaurus tanyspondylus (Seeley, 1879) в Anoplosaurus tanyspondylus. И Syngonosaurus, и Eucercosaurus в настоящее время относят к nomen dubium, поэтому два вышеуказанных вида аноплозавра также являются недействительными.
В 1998 году учёные Хавьер Переда-Супербиола и Пол Баретт заново изучили материал Anoplosaurus curtonotus. По итогам изучения они написали, что материал принадлежит примитивному, базальному нодозавриду, а броня предположительно отсутствует из-за маленького возраста особи на момент смерти. Примитивность объяснялась длинным зубным рядом, а также небольшим количеством крестцовых позвонков. Поскольку Сили не указывал голотипов, Переда-Супербиола и Баретт выбрали особь SMC B55731 (представлена правой лопаткой) в качестве лектотипа, при этом принадлежность к анкилозаврам доказывается сильно выступающим акромионом. Прочие окаменелости данного вида, найденные в деревне Рич (SMC B55670 и SMC 55742) были указаны как паралектотипы. Переда-Супербиола и Баретт сочли возможным, что данная находка на самом деле происходит не из формации Кембридж Грин Сэнд, а из (также альбской) формации Аппер Голт Клэй, поскольку фрагменты скелета, по-видимому, принадлежали одной особи, что исключает происхождение из сильно переработанной морской формации Грин Сэнд. В итоге таксон Anoplosaurus curtonotus был отнесён учёными к возможно действительным. С тех пор данный род относят к бронированным динозаврам в целом и Ankylosauria в частности.